# Asociación Deportiva Atenas

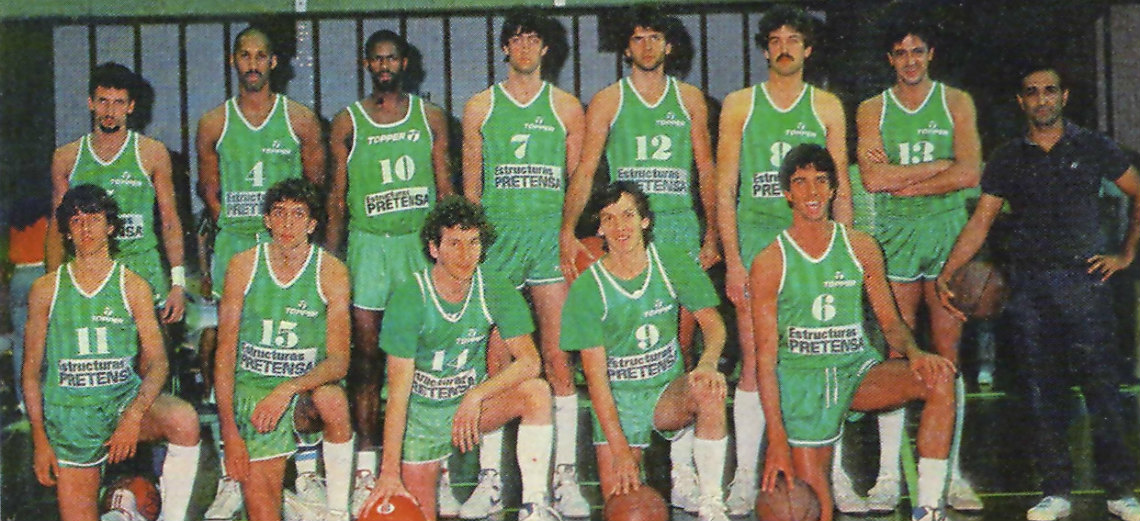
Atenas, 1987.

O Atenas de Córdoba é uma instituição desportiva da Argentina que disputa xadrez, bocha, ginástica artística, judô, natação, vôlei e basquete.
Seu maior destaque no cenário esportivo argentino é com o basquete, sendo uma das equipes mais tradicionais da Argentina, sendo o maior campeão nacional de basquete do país e tendo conquistado diversos títulos sul-americanos.
Atualmente disputa a Liga Nacional de Clubes (LNB), da qual já se sagrou campeão em 9 oportunidades desde ascendeu à Primeira Divisão do basquete argentino, o que ocorreu em 1985.
Sua camisa é verde e branca, e sua sede está localizada no bairro General Bustos, na cidade de Córdoba. Seu ginásio se chama Polideportivo Carlos Cerutti, com capacidade para 3.730 pessoas.

## História
O clube Atenas foi fundado em 17 de abril de 1938 por um grupo de entusiastas do esporte. O nome foi uma homenagem à cidade grega criadora dos Jogos Olímpicos.
O basquete, esporte mais representativo do clube no cenário desportivo nacional nasceu com o clube e em 1943 conseguiu subir para a primeira divisão da Associação Córdobesa, cinco anos depois conseguindo conquistar seu primeiro título regional.
O Atenas conseguiu o tetracampeonato do Torneio Regional de Córdoba em 1949, 1950, 1951 e 1952. Perdeu o título em 1953, mas voltou a conquistar um tetra em 1954, 1955, 1956 e 1957.
Em 1985 conseguiu classificar-se para o Campeonato Argentino de Clubes, competição precursora da Liga Nacional de Basquete da Argentina.
Entre os principais jogadores da história do Atenas estão Germán Filloy, Marcelo Milanesio, Fabricio Oberto, Léo Gutiérrez, Leandro Palladino, Wálter Herrmann e Facundo Sucatzky.

### Títulos
Campeonatos Nacionais
- Campeão (Liga Nacional de Basquete): 1987, 1988, 1990, 1991/92, 1997/98, 1998/99, 2001/02, 2002/03 e 2008/09
- Campeão da Copa de Campeões: 1998 e 1999
- Campeão Top Cuatro: 2003
- Campeão Copa Argentina: 2008
- Campeão Torneo Super 8: 2010

Torneios Internacionais
- Campeão Campeonato Sul-Americano de Clubes Campeões: 1993 e 1994
- Campeão Campeonato Pan-Americano de Clubes: 1993
- Campeão Liga Sul-Americana: 1997, 1998 e 2004

Campeonatos Regionais
- Campeão da Associação Cordobesa: 1949, 1950, 1951, 1952, 1954, 1955, 1956, 1957, 1959, 1974, 1981 e 1984